# Bertie Auld
Robert Auld (nacido el 23 de marzo de 1938 - 14 de noviembre del 2021) fue un futbolista y manager de origen escocés. Fue miembro del equipo apodado Los leones de Lisboa, quienes ganaron la final de la copa europea de 1967. 
Como jugador, participó en más de 200 partidos de la liga de fútbol de Escocia jugando por el Celtic, Dumbarton y Hibernian, y más de 100 partidos en la liga de fútbol de Inglaterra jugando por el Birmingham City. Participó en tres ocasiones en la selección nacional de Escocia.
Como manager, trabajó seis años en el Partick Thistle, ganándose un puesto en el salón de la fama del club. También ejerció en dicho cargo en el Hibernian, Hamilton Academical y Dumbarton.
En el Birmingham City ganó Copa de la Liga de la temporada 1962/63.
Asimismo, con el Celtic, ganó seis (06) ligas de Escocia (1966,1967,1968,1969,1970,1971) tres (03) Copas Escocia 1967, 1969,1971, cinco (05) Copa de la Liga 1966,1967,1968,1969,1970 y la ya mencionada Liga de Campeones 1967)